# Estrategia sureña

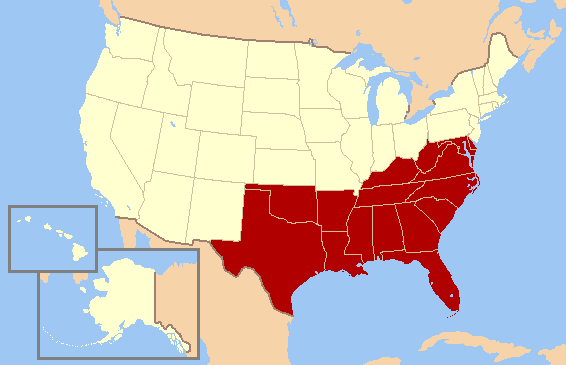
El sur de Estados Unidos según la definición que maneja la Oficina del Censo

En la política estadounidense, la estrategia sureña (en inglés: Southern Strategy) era una estrategia electoral del Partido Republicano para aumentar el apoyo político entre los votantes blancos en el sur de Estados Unidos al apelar al racismo contra los afroamericanos. A medida que el movimiento de derechos civiles y el desmantelamiento de las leyes de Jim Crow en las décadas de 1950 y 1960 profundizaron visiblemente las tensiones raciales existentes en gran parte del sur de los Estados Unidos, políticos republicanos como Richard Nixon y Barry Goldwater desarrollaron estrategias que contribuyeron con éxito a la realineación política de muchos votantes blancos y conservadores en el Sur que tradicionalmente habían apoyado al Partido Demócrata en lugar del Partido Republicano. También ayudó a empujar al Partido Republicano mucho más a la derecha.
La "estrategia sureña" se refiere principalmente a narraciones "de arriba hacia abajo" del realineamiento político del Sur que sugieren que los líderes republicanos apelaron conscientemente a las quejas raciales de muchos sureños blancos para obtener su apoyo. Esta narrativa de arriba hacia abajo de la estrategia sureña generalmente se cree que es la fuerza principal que transformó la política del Sur después de la era de los derechos civiles. Esta opinión ha sido cuestionada por historiadores como Matthew Lassiter, Kevin M. Kruse y Joseph Crespino, quienes han presentado una narrativa alternativa, "de abajo hacia arriba", que Lassiter ha llamado la "estrategia suburbana". Esta narrativa reconoce la centralidad de la reacción racial en la realineación política del Sur, pero sugiere que esta reacción tomó la forma de una defensa de la segregación de facto en los suburbios en lugar de una resistencia abierta a la integración racial y que la historia de esta reacción violenta es más nacional que estrictamente sureña.
La percepción de que el Partido Republicano había servido como "vehículo de la supremacía blanca en el Sur", particularmente durante la campaña de Goldwater y las elecciones presidenciales de 1968 y de 1972, dificultó que el Partido Republicano recuperara el apoyo de los votantes negros en el sur en años posteriores. En 2005, el presidente del Comité Nacional Republicano Ken Mehlman se disculpó formalmente ante la Asociación Nacional para el Avance de las Personas de Color (NAACP), una organización nacional de derechos civiles, por explotar la polarización racial para ganar elecciones e ignorar el voto negro.